# Ljoedmila Kalintsjik
Ljoedmila Georgjevna Kalintsjik (Wit-Russisch: Людміла Георгіеўна Калінчык) (Barysaw, 23 juli 1982) is Wit-Russische biatlete. Ze vertegenwoordigde haar vaderland op de Olympische Winterspelen 2010 in Vancouver.

## Carrière
Skardino maakte haar wereldbekerdebuut in december 2003 in Hochfilzen, in maart 2007 scoorde ze in Chanty-Mansiejsk haar eerste wereldbekerpunten. In februari 2010 behaalde ze in Vancouver, tijdens de Olympische Spelen, haar eerste toptienklassering in een wereldbekerwedstrijd.
De Wit-Russin nam in haar carrière vijf maal deel aan de wereldkampioenschappen biatlon. Haar beste individuele resultaat, een dertigste plaats op de 15 kilometer individueel, behaalde ze op de wereldkampioenschappen biatlon 2008 in Östersund. Op de wereldkampioenschappen biatlon 2011 in Chanty-Mansiejsk eindigde ze samen met Nadezjda Skardino, Darja Domratsjeva en Nadzeja Pisareva aanvankelijk als vierde op de 4x6 kilometer estafette. Na de diskwalificatie van Oekraïne, vanwege een positieve dopingtest van Oksana Chvostenko, schoof het Wit-Russische team op naar het brons.
Tijdens de Olympische Winterspelen van 2010 in Vancouver was Kalintsjik's beste resultaat de negende plaats op de 15 kilometer individueel, op de estafette eindigde ze samen met Darja Domratsjeva, Olga Koedrasjova en Nadezjda Skardino op de zevende plaats.

## Resultaten

### Olympische Spelen
| Jaar | Plaats    | Resultaten                                                                                                |
| ---- | --------- | --- |
| 2010 | Vancouver | 9e 15 km individueel 17e 7,5 km sprint 13e 10 km achtervolging 17e 12,5 km massastart 7e 4x6 km estafette |

### Wereldkampioenschappen
| Jaar | Plaats           | Resultaten                                                                             |
| ---- | ---------------- | -------------------------------------------------------------------------------------- |
| 2007 | Antholz          | 55e 7,5 km sprint 47e 10 km achtervolging                                              |
| 2008 | Östersund        | 30e 15 km individueel 36e 7,5 km sprint 40e 10 km achtervolging 5e 4x6 km estafette    |
| 2009 | Pyeongchang      | 54e 7,5 km sprint 50e 10 km achtervolging 4e 4x6 km estafette                          |
| 2010 | Chanty-Mansiejsk | 9e Gemengde estafette                                                                  |
| 2011 | Chanty-Mansiejsk | 56e 15 km individueel · 50e 7,5 km sprint · DNF 10 km achtervolging · 4x6 km estafette |

### Wereldbeker
Eindklasseringen
| Seizoen   | Algemeen | Individueel | Sprint | Achtervolging | Massastart |
| --------- | -------- | ----------- | ------ | ------------- | ---------- |
| 2006/2007 | 76e      |             |        |               |            |
| 2007/2008 | 62e      |             |        |               |            |
| 2008/2009 | 72e      |             |        |               |            |
| 2009/2010 | 27e      |             |        |               |            |
| 2010/2011 | 38e      |             |        |               |            |